# Circumconica
In geometria, una circumconica è una sezione conica che passa per i vertici di un triangolo, e sottostà a determinate caratteristiche; essa può essere una circumparabola, una circumiperbole o una circumellisse, che rappresentano generalmente delle classi e non una conica ben precisa, mentre è unico invece il caso più classico di circumconica che è il circumcerchio.

## Caratteristiche generali
Ogni circumconica, ha una equazione trilineare del tipo
{\displaystyle {\frac {x}{\alpha }}+{\frac {y}{\beta }}+{\frac {z}{\gamma }}=0}
Dove x, y e z rappresentano delle funzioni delle lunghezze dei lati e concorrono a individuare le coordinate trilineari del centro della circumconica nel seguente modo
x(-ax + by + cz) : y() : z(ax + by - cz)
Le tangenti invece nei vertici hanno equazioni:
by + cz = 0, di A
ax + cz = 0, di B
ax + by = 0  di C
Il coniugato isogonale di una qualsiasi di queste coniche è una specifica retta, dalla funzione
{\displaystyle x\alpha +y\beta +z\gamma =0}
che:
- non tocca il circumcerchio se la circumconica è una ellisse
- lo tange in un punto se è una parabola
- lo interseca se è una iperbole.

## Circumellisse
La circumellisse dunque è una ellisse che passa per tutti e i vertici di un triangolo. La sua area può essere calcolata come segue:
{\displaystyle A={\frac {2\pi abcxyz}{\sqrt {[2(abxy+bcyz+acxz)-(a^{2}x^{2}+b^{2}y^{2}c^{2}z^{2})]^{3}}}}}
oppure se si conoscono le lunghezze delle corde da db dc, ovvero le corde passanti per il centro dell'ellisse e parallele al rispettivo lato a, b o c. può essere calcolata come segue.
{\displaystyle A={\frac {\pi d_{a}d_{b}d_{c}}{8R}}}
ove R è il circumraggio.